# Le Chant de la prairie
Pour plus de détails, voir Fiche technique et Distribution.
Le Chant de la prairie (Árie prérie) est un court métrage d'animation tchèque réalisé par Jiří Trnka, sorti en 1949.

## Synopsis
Une diligence transportant un chargement d'or ainsi qu'une belle jeune fille est attaquée par un bandit. Mais le héros — un cowboy solitaire — veille...

## Fiche technique
- Titre : Le Chant de la prairie
- Titre original : Árie prérie
- Réalisation : Jiří Brdečka, Jiří Trnka
- Scénario : Jiří Trnka
- Musique : Jan Rychlík
- Production :
- Pays d'origine : Tchécoslovaquie
- Technique : marionnettes
- Genre : film d'animation
- Couleur :
- Sans dialogues
- Durée : 23 minutes
- Date de sortie : 1949

## Commentaire
Sur un air d'opérette, une parodie du western de John Ford, La Chevauchée fantastique (Stagecoach), avec des personnages bien typés et un rythme endiablé. 

## Distinctions
- 1951 : Mention d'honneur au Festival d'Édimbourg
- 1952 : Mention d'honneur au Festival de Bombay